# Clément Hurel
Clément Hurel (qui signe Hurel ou Clem-Hurel) est un affichiste français, né le 14 mars 1927 à Nancy en Lorraine et mort le 12 février 2008 à Paris 18e.

## Biographie
Très tôt, il s'oriente vers le cinéma, travaillant régulièrement avec les firmes Gaumont, RKO, Société Nouvelle de Cinématographie (la société de René Pignières et Gérard Beytout) et Hammer Film Productions, ou encore les producteurs Henry Deutschmeister, Fernand Rivers, Francis Cosne et Ignace Morgenstern.
Au cours de sa carrière, principalement orientée vers le cinéma et la publicité, il a réalisé plus de 1500 affiches dont certaines devenues légendaires (À bout de souffle, La Traversée de Paris, Il était une fois en Amérique, Le Bal des vampires). Clément Hurel est, avec Roger Soubie, Constantin Belinsky, Boris Grinsson, Jean Mascii, René Ferracci et Michel Landi, l'un des plus prolifiques auteurs d'affiches de cinéma en France durant la seconde moitié du vingtième siècle.
Passant avec aisance d'un style réaliste (Les Mains sales) à un trait plus léger et humoristique (Le Gendarme de Saint-Tropez, La Jument verte), c'est lui qui, le premier, réalisa des affiches en format extra large (320/120 pour Le Chemin des écoliers) ou extra haut (120/320 pour Voulez-vous danser avec moi ?), à une époque où les affiches de films se réduisaient à deux formats standards (120/160 et 60/80).
Très critique sur le milieu du cinéma où le statut d'affichiste fut longtemps déconsidéré par une grande partie des producteurs et distributeurs, il tenta dans les années 1980, avec d'autres affichistes de renom, de faire reconnaître le droit de propriété intellectuelle sur leurs œuvres, trop souvent reproduites à des fins commerciales sans que des droits d'auteur ne leur soient reversés.
Clément Hurel est décédé le 12 février 2008 à l'hôpital Bretonneau à Paris.

## Affiches de cinéma

### Années 1940
- 1946 : Le Criminel (The Stranger) d'Orson Welles
- 1948 : 
  - Dédée d'Anvers d'Yves Allégret
  - Le Cavalier de Croix-Mort de Lucien Ganier-Raymond
  - Le Lagon bleu de Frank Launder
  - Hamlet de Laurence Olivier
  - Les Parents terribles de Jean Cocteau
- 1949 : 
  - Cinq Tulipes rouges de Jean Stelli
  - Piège à hommes de Jean Loubignac
  - Sans tambour ni trompette de Roger Blanc
  - Une si jolie petite plage, d'Yves Allégret

### Années 1950
- 1950 : 
  - Les Amants de Bras-Mort de Marcello Pagliero
  - Rio Grande, de John Ford
- 1951 : 
  - Les Mains sales de Fernand Rivers
  - Les Surprises d'une nuit de noces de Jean Vallée
- 1952 :
  - Le Carrosse d'or de Jean Renoir
  - Coiffeur pour dames de Jean Boyer
  - La Fugue de monsieur Perle de Roger Richebé
  - L'Homme tranquille de John Ford
  - Il est minuit, Docteur Schweitzer d'André Haguet
  - Jeux interdits de René Clément
  - Manina, la fille sans voiles de Willy Rozier
  - The Tragedy Of Othello : The Moor of Venice d'Orson Welles
  - Parachutiste malgré lui de Norman Taurog
- 1953 : 
  - Grand Gala de François Campaux
  - La Porte de l'enfer de Teinosuke Kinugasa
  - Les Orgueilleux d'Yves Allégret
  - Les hommes ne pensent qu'à ça d'Yves Robert
  - Mon frangin du Sénégal de Guy Lacourt
  - La Vie d'un honnête homme, de Sacha Guitry
- 1954 :
  - La Chair et le Diable, de Jean Josipovici
  - French Cancan de Jean Renoir
  - L'Œil en coulisses d'André Berthomieu
  - Le Rouge et le Noir de Claude Autant-Lara
  - Touchez pas au grisbi de Jacques Becker
  - Le Serment du chevalier noir de Tay Garnett
- 1955 :
  - Le Crâneur de Dimitri Kirsanoff
  - Port du désir d'Edmond T. Gréville
  - Marguerite de la nuit de Claude Autant-Lara
  - Escale à Orly de Jean Dréville
  - Pas de souris dans le business d'Henri Lepage
  - Razzia sur la chnouf d'Henri Decoin
- 1956 :
  - L'inspecteur connaît la musique de Jean Josipovici
  - À la manière de Sherlock Holmes d'Henri Lepage
  - Un condamné à mort s'est échappé de Robert Bresson
  - Marguerite de la nuit de Claude Autant-Lara
  - En effeuillant la marguerite de Marc Allégret
  - L'Eau vive de François Villiers
  - La Lumière d'en face de Georges Lacombe
  - Cette sacrée gamine de Michel Boisrond
  - Mon curé chez les pauvres d'Henri Diamant-Berger
  - Pitié pour les vamps de Fernand Rivers
  - Impasse des vertus de Pierre Méré
  - Les Louves de Luis Saslavsky
  - Le Feu aux poudres d'Henri Decoin
  - Marie-Antoinette reine de France de Jean Delannoy
  - La Traversée de Paris de Claude Autant-Lara
- 1957 :
  - Amour de poche de Pierre Kast
  - L'Amour descend du ciel de Maurice Cam
  - Les Aventures d'Arsène Lupin, de Jacques Becker
  - C'est arrivé à 36 chandelles d'Henri Diamant-Berger
  - Ce joli monde de Carlo Rim
  - Les Trois font la paire de Sacha Guitry et Clément Duhour
  - Das Mädchen Rosemarie de Rolf Thiele
  - Le Septième Ciel de Raymond Bernard
  - Nathalie de Christian-Jaque
  - Totò, Vittorio e la dottoressa de Camillo Mastrocinque
  - Tous peuvent me tuer d'Henri Decoin
  - La Marque, de Val Guest
- 1958 : 
  - Guinguette de Jean Delannoy
  - Dites 33 de Camillo Mastrocinque
  - Ascenseur pour l'échafaud de Louis Malle
  - Le Joueur de Claude Autant-Lara
  - Le Miroir à deux faces d'André Cayatte
  - Tant d'amour perdu de Léo Joannon
  - Le Sicilien de Pierre Chevalier
- 1959 :
  - Les Affreux de Marc Allégret
  - Le Chemin des écoliers de Michel Boisrond
  - Ce corps tant désiré de Luis Saslavsky
  - Douze Heures d'horloge, de Géza von Radványi
  - Fripouillard et Compagnie, de Steno
  - Le Grand Chef d'Henri Verneuil
  - La Jument verte de Claude Autant-Lara
  - La Marraine de Charley de Pierre Chevalier
  - Nathalie, agent secret d'Henri Decoin
  - La Nuit des traqués de Bernard Roland
  - Oh ! Qué mambo de John Berry
  - Sans tambour ni trompette (Die Ganz von Sedan) d'Helmut Käutner
  - La Verte Moisson de François Villiers
  - Un témoin dans la ville d'Édouard Molinaro
  - Voulez-vous danser avec moi ? de Michel Boisrond
  - Vous n'avez rien à déclarer ? de Clément Duhour

### Années 1960
- 1960 :
  - La Famille Fenouillard d'Yves Robert
  - Ce soir ou jamais de Michel Deville
  - La Brune que voilà de Robert Lamoureux
  - Quai Notre-Dame de Jacques Berthier
  - Les Fortiches de Georges Combret
  - Pierrot la tendresse de François Villiers
  - Un soir sur la plage de Michel Boisrond
  - Ma femme est une panthère de Raymond Bailly
  - Les Yeux sans visage de Georges Franju
  - À bout de souffle de Jean-Luc Godard
  - Un taxi pour Tobrouk de Denys de La Patellière
  - Les Jeux de l'amour, de Philippe de Broca
- 1961 : 
  - La Récréation de François Moreuil
  - L'assassin est dans l'annuaire de Léo Joannon
  - La Fayette de Jean Dréville
  - Mademoiselle Stop - Les petits matins de Jacqueline Audry
  - Les Amours de Paris de Jacques Poitrenaud
  - Via Mala de Paul May
  - Saint Tropez Blues de Marcel Moussy
  - Lola de Jacques Demy
  - Le Président d'Henri Verneuil
  - La Bride sur le cou de Roger Vadim
- 1962 : Jusqu'au bout du monde de François Villiers
- 1963 : 
  - Le Petit Soldat de Jean-Luc Godard
  - Les Tontons flingueurs de Georges Lautner
  - Pouic-Pouic de Jean Girault
  - Un drôle de paroissien de Jean-Pierre Mocky
  - La Panthère rose de Blake Edwards
- 1964 : 
  - Une ravissante idiote d'Édouard Molinaro
  - Le Gendarme de Saint-Tropez de Jean Girault
  - Les Gorilles de Jean Girault
- 1965 : 
  - Le Tonnerre de Dieu de Denys de La Patellière
  - Le Gendarme à New York de Jean Girault
- 1966 : Du rififi à Paname de Denys de La Patellière
- 1967 : 
  - Ne jouez pas avec les Martiens d'Henri Lanoë
  - Le Bal des vampires de Roman Polanski
  - T'as le bonjour de Trinita de Ferdinando Baldi
  - À Cœur Joie de Serge Bourguignon
- 1968 : 
  - Le Gendarme se marie de Jean Girault
  - Gonflés à bloc de Ken Annakin
- 1969 : Au revoir Mr. Chips de Herbert Ross

### Années 1970
- 1971 : Jo de Jean Girault
- 1972 : 
  - Les Fous du stade de Claude Zidi
  - Le Führer en folie de Philippe Clair
  - Le Tueur de Denys de La Patellière
  - Le Bar de la fourche d'Alain Levent
  - Les Charlots font l'Espagne de Jean Girault
  - La Belle Affaire de Jacques Besnard
  - Venez donc prendre le café chez nous d'Alberto Lattuada
  - Tout le monde il est beau, tout le monde il est gentil de Jean Yanne
  - Alfredo, Alfredo de Pietro Germi
  - À la guerre comme à la guerre de Bernard Borderie
- 1973 : 
  - Les Aventures de Rabbi Jacob de Gérard Oury
  - L'Oiseau rare de Jean-Claude Brialy
  - Le Grand Bazar de Claude Zidi
  - Prêtres interdits de Denys de La Patellière
  - Moi y'en a vouloir des sous de Jean Yanne
- 1974 : 
  - Les Quatre Charlots mousquetaires d'André Hunebelle
  - Les Charlots en folie : À nous quatre Cardinal ! d'André Hunebelle
  - Les Chinois à Paris de Jean Yanne
  - Les Bidasses s'en vont en guerre de Claude Zidi
- 1975 :
  - Le Droit du plus fort de Rainer-Werner Fassbinder
  - Chobizenesse de Jean Yanne
  - Oublie-moi, Mandoline de Michel Wyn
  - Numéro deux de Jean-Luc Godard
  - Trop c'est trop de Didier Kaminka
  - Bons Baisers de Hong Kong d'Yvan Chiffre
  - Mais où sont passées les jeunes filles en fleurs ? de Jean Desvilles
- 1976 : L'Année sainte de Jean Girault
- 1977 : Ça va pas la tête de Raphaël Delpard
- 1978 : 
  - Je te tiens, tu me tiens par la barbichette de Jean Yanne
  - Le Gendarme et les Extra-terrestres de Jean Girault
  - Et vive la liberté ! de Serge Korber
- 1979 : 
  - Les Charlots en délire d'Alain Basnier
  - Du rouge pour un truand de Lewis Teague

### Années 1980 à 2000
- 1980 : Les Charlots contre Dracula de Jean-Pierre Desagnat
- 1981 : 
  - L'Équipée du Cannonball de Hal Needham
  - Un vendredi dingue, dingue, dingue, de Gary Melson
- 1982 : 
  - Le Gendarme et les Gendarmettes de Jean Girault
  - Deux heures moins le quart avant Jésus-Christ de Jean Yanne
  - Tout le monde peut se tromper de Jean Couturier
- 1983 : L'Été meurtrier de Jean Becker
- 1984 : Il était une fois en Amérique de Sergio Leone
- 1985 : 
  - Carné, l'homme à la caméra de Christian-Jaque
  - Liberté, égalité, choucroute de Jean Yanne
  - Un dimanche à la campagne de Bertrand Tavernier
- 1987 : 
  - Le Sicilien de Michael Cimino
  - La peau de l'ours n'est pas à vendre de Jean Jabely
- 2006 : Le Coureur de lune d'Avril Tembouret

### Ressorties
- 1933 : Cette vieille canaille d'Anatole Litvak
- 1935 : La Bandera de Julien Duvivier
- 1938 : 
  - Le Quai des brumes de Marcel Carné
  - Les Nouveaux Riches d'André Berthomieu
- 1939 : 
  - A chump at Oxford d'Alfred Goulding
  - La Chevauchée fantastique de John Ford
- 1940 : Narcisse, d'Ayres d'Aguiar

## Distinctions
- Chevalier de l'ordre des Arts et des Lettres